# Wang Gao
Wang Gao (郜) est un chef de guerre de la fin de la dynastie chinoise Tang, qui contrôlait le circuit de Yiwu (義武, dont le siège est à Baoding, Hebei) après avoir succédé à son père Wang Chucun (en) en 895 jusqu'à sa défaite en 900. 

## Contexte et gouvernance de Yiwu
On ne sait pas quand Wang Gao est né. Son père, Wang Chucun, est devenu le gouverneur militaire (Jiedushi) du circuit de Yiwu en 879 et, sous la direction de Wang Chucun, Wang Gao est devenu gouverneur militaire adjoint (副大使, Fudashi ). Après la mort de Wang Chucun en 895, les soldats ont soutenu Wang Gao comme gouverneur militaire par intérim. L'empereur alors régnant Zhaozong l'a donc nommé gouverneur par intérim, puis gouverneur militaire à part entière. En 897, l'empereur Zhaozong donna à Wang Gao la désignation de chancelier honoraire Tong Zhongshu Menxia Pingzhangshi (同中書門下平章事).

## Défaite et fuite
En 900, le seigneur de guerre majeur Zhu Quanzhong, gouverneur militaire du circuit de Xuanwu (宣武, dont le siège est à Kaifeng, dans le Henan ), rival de l'allié de Wang Gao, Li Keyong, gouverneur militaire du circuit de Hedong (河東, dont le siège est à Taiyuan moderne, Shanxi ) Il envoya son général Zhang Cunjing (張存敬) au nord pour tenter de mater les alliés de Li Keyong à l'est des monts Taihang. Après avoir forcé pour la première fois Wang Rong, le gouverneur militaire du circuit de Chengde (成德, dont le siège est à Shijiazhuang, Hebei ), à se soumettre, Zhang a attaqué le circuit de Yiwu. Wang Gao a envoyé son oncle Wang Chuzhi résister à Zhang. Wang Chuzhi a préconisé la construction de clôtures pour tenter d'empêcher l'avancement de l'armée Xuanwu, de le fatiguer avant d'engager l'armée Xuanwu. Cependant, l'officier Liang Wen (梁汶), arguant que l'armée de Yiwu avait un avantage numérique, a plaidé pour un affrontement immédiat. Wang Gao en a donc commandé un. Zhang, cependant, a écrasé l'armée de Yiwu et a tué plus de la moitié de ses soldats; les soldats restants ont escorté Wang Chuzhi et se sont enfuis dans la préfecture de Ding (定州), la capitale de Yiwu. 
Face à la défaite de son oncle, Wang Gao s'est enfui sur le circuit de Hedong. (Les soldats ont ensuite soutenu Wang Chuzhi en tant que gouverneur militaire par intérim et il a pu obtenir un accord de paix avec Zhu en acceptant de se soumettre à Zhu.) Li Keyong lui a attribué un poste honorifique. Il est mort au début de l'ère Tianfu (天復, 901–904). 